# アリスティデス (競走馬)
アリスティデス（Aristides、1872年-1893年）とはアメリカ合衆国のサラブレッドの競走馬、および種牡馬である。第1回のケンタッキーダービーを制した。馬名の読みは「アリスタイディース」が原語に近い。2024年、アメリカ競馬殿堂入り。

## 経歴

### 若駒時代
1872年にマクグレーシアナファームで生まれた栗毛の競走馬で、チェスターカップ勝ちの父リーミントン、レキシントン産駒の母サロンとの間に生まれた。馬名は生産者のハル・プライス・マクグレースが、リーミントンをイギリスから輸入した親友の畜産家アリスティデス・ウェルチにちなんで名付けている。調教師はロバート・アレグサンダーが務め、同調教師の死後はアンゼル・ウィリアムソンが務めた。
アリスティデスは生まれた時期が遅く、同じ牧場で生まれた厩舎の同僚チェサピークよりも数カ月あとに生まれたとされている。そのためか生育は遅く、体高（キ甲＝首と背の境から足元まで）が15ハンド（約150センチメートル）程度しかなかった。このため、アリスティデスはマクグレースからあまり期待をされず、期待の大きかったチェサピークのためのラビット（ペースメーカー）をさせられることが多かった。これにより、チェサピークは2歳時にアメリカ最優秀2歳牡馬として選出されている。
ただ、アリスティデス自身も2歳時に勝利をいくつか挙げており、特にジェロームパーク競馬場では5ハロン（約1006メートル）、ボルティモア競馬場では1マイル（8ハロン・約1609メートル）のトラックレコードで優勝している。

### ケンタッキーダービー
両頭が3歳を迎えた1875年、5月17日の第1回ケンタッキーダービー（当時は12ハロン・約2416メートル）は天気・馬場ともに良い状態のチャーチルダウンズ競馬場に、1万人の観客が詰めかける中で開催された。この競走において、マクグレースはチェサピークとアリスティデスの2頭を登録した。オリヴァー・ルイスの騎乗したアリスティデスに課せられていた役割は今まで通りのペースメーカーで、後方から追い込んでくるチェサピークのために流れを速くするというものであった。
スタートから予定通り先頭を確保していたアリスティデスであったが、レースの1/4が過ぎたあたりでマックキャリーという馬にハナ（先頭）を奪われた。このためルイスはもう一度先頭に戻そうとペースを上げ、アリスティデスを先頭にマックキャリー・テンブルック・ヴォルケイノ・ヴァーディグリスらが追走する展開になった。この頃チェサピークは最後方で力を温存していたが、アリスティデスのリードは次第にチェサピークが追いつけないような差へとなっていった。
最後の直線に入っても依然としてアリスティデスは先頭を保ち続けた。マクグレースもコースのそばに駆け寄って、鞍上のルイスに「そのまま行け」と強く指示を出した。ヴォルケイノとヴァーディグリスはこの差を詰めようと追いかけたが、大きく開いた差は縮まることなく、アリスティデスは2:37 3/4の勝ち時計で2850ドルの賞金を獲得した。なお、チェサピークも追い上げたものの、8着に終わっている。

### その後
当時はまだアメリカ三冠の概念が存在しなかったためか、アリスティデスが次に出走したのはプリークネスステークスではなく、6月12日、当時ジェロームパーク競馬場で行われていたベルモントステークスであった。マクグレースはアリスティデス・チェサピークのほかにカルヴァンという馬を用意してレースに臨み、アリスティデスには再びオリヴァー・ルイスが騎乗した。競走ではこの後から来たもう1頭のカルヴァンが勝ち、アリスティデスは2着に入っている。
その後も大競走に出走、ジェロームハンデキャップなどで勝ちを挙げている。また、3歳時のブレッキンリッヂステークスではプリークネスステークス優勝馬のトムオーチルツリー（後のアメリカ殿堂馬）を破り、4歳時の一般戦ではテンブルック（こちらも後に殿堂入りする）を再び破っている。通算で21戦9勝2着5回の戦績で引退、種牡馬となった。

## 引退後
種牡馬としての成績は振るわず、ステークス勝ち馬もほとんど出すことができなかった。現在ではアリスティデスの血統はほぼ見つからない。1893年6月21日、アリスティデスは20歳のときに死亡した。

## 評価

### 主な勝鞍
※当時はグレード制未導入
1874年（2歳） 9戦3勝
2着 - ゼスピアンステークス
1875年（3歳） 9戦4勝
ケンタッキーダービー、ウィザーズステークス、ジェロームステークス、ブレッキンリッジステークス
2着 - ベルモントステークス、オーシャンホテルステークス
3着 - トラヴァーズステークス
1876年（4歳） 2戦2勝
1878年（6歳） 1戦0勝

### 年度代表馬
- 1875年 - アメリカ最優秀3歳牡馬

### 表彰
ケンタッキーダービーの行われたチャーチルダウンズ競馬場では、アリスティデスの名を冠した「アリスティデスブリーダーズカップステークス」が開催されている。また、カール・リガッティの制作したアリスティデスの等身大の石像は、今もチャーチルダウンズ競馬場のクラブハウスの庭園に置かれている。

## 血統表
| アリスティデスの血統（リーミントン系（エクリプス系）／5代内アウトブリード） | アリスティデスの血統（リーミントン系（エクリプス系）／5代内アウトブリード） | アリスティデスの血統（リーミントン系（エクリプス系）／5代内アウトブリード） | （血統表の出典）   | （血統表の出典） |
| 父 Leamington 1853 青鹿毛 アメリカ                                          | 父の父Faugh-a-ballagh 1841 青鹿毛 アイルランド                              | Sir Hercules                                                                | Whalebone          | Whalebone        |
| 父 Leamington 1853 青鹿毛 アメリカ                                          | 父の父Faugh-a-ballagh 1841 青鹿毛 アイルランド                              | Sir Hercules                                                                | Peri               |                  |
| 父 Leamington 1853 青鹿毛 アメリカ                                          | 父の父Faugh-a-ballagh 1841 青鹿毛 アイルランド                              | Guiccioli                                                                   | Bob Booty          | Bob Booty        |
| 父 Leamington 1853 青鹿毛 アメリカ                                          | 父の父Faugh-a-ballagh 1841 青鹿毛 アイルランド                              | Guiccioli                                                                   | Flight             |                  |
| 父 Leamington 1853 青鹿毛 アメリカ                                          | 父の母Pantaloon Mare 1841 鹿毛 イギリス                                     | Pantaloon                                                                   | Castrel            | Castrel          |
| 父 Leamington 1853 青鹿毛 アメリカ                                          | 父の母Pantaloon Mare 1841 鹿毛 イギリス                                     | Pantaloon                                                                   | Idalia             |                  |
| 父 Leamington 1853 青鹿毛 アメリカ                                          | 父の母Pantaloon Mare 1841 鹿毛 イギリス                                     | Daphne                                                                      | Laurel             | Laurel           |
| 父 Leamington 1853 青鹿毛 アメリカ                                          | 父の母Pantaloon Mare 1841 鹿毛 イギリス                                     | Daphne                                                                      | Maid of Honor      |                  |
| 母 Sarong 1867 栗毛 アメリカ                                                | 母の父Lexington 1850 鹿毛 アメリカ                                          | Boston                                                                      | Timoleon           | Timoleon         |
| 母 Sarong 1867 栗毛 アメリカ                                                | 母の父Lexington 1850 鹿毛 アメリカ                                          | Boston                                                                      | Sister to Tuckahoe |                  |
| 母 Sarong 1867 栗毛 アメリカ                                                | 母の父Lexington 1850 鹿毛 アメリカ                                          | Alice Carneal                                                               | Sarpedon           | Sarpedon         |
| 母 Sarong 1867 栗毛 アメリカ                                                | 母の父Lexington 1850 鹿毛 アメリカ                                          | Alice Carneal                                                               | Rowena             |                  |
| 母 Sarong 1867 栗毛 アメリカ                                                | 母の母Greek Slave 1855 栗毛 アメリカ                                        | Glencoe                                                                     | Sultan             | Sultan           |
| 母 Sarong 1867 栗毛 アメリカ                                                | 母の母Greek Slave 1855 栗毛 アメリカ                                        | Glencoe                                                                     | Trampoline         |                  |
| 母 Sarong 1867 栗毛 アメリカ                                                | 母の母Greek Slave 1855 栗毛 アメリカ                                        | Margaret Hunter                                                             | Margrave           | Margrave         |
| 母 Sarong 1867 栗毛 アメリカ                                                | 母の母Greek Slave 1855 栗毛 アメリカ                                        | Margaret Hunter                                                             | Mary Hunt F-No.A9  |                  |

## 備考
1. ↑  理由は不明であるが、アリスティデスの調教師は長らく「アンゼル・アンダーソン」と誤記され続けていた。訂正されたのは1990年代に入ってからである。